# A futár (film, 2018)
A futár (eredeti cím: Message Man) 2018-ban bemutatott ausztrál–indonéz bűnügyi akciófilm, melyet Corey Pearson írt és rendezett. A főbb szerepekben Paul O’Brien, Aji Santosa, Agni Pratistha Kuswardono és Verdi Solaiman látható.
Az Amerikai Egyesült Államokban 2019. február 26-án mutatták be. Magyarországon DVD-n jelent meg szinkronizálva, 2020 januárjának elején.

## Cselekmény
Egy nyugdíjba vonult bérgyilkost megragadja a múltja, hogy egyszer és mindenkorra befejezze azt amit elkezdett; megölni egy férfit.
Ryan Teller Indonéziába utazik, ahol vonakodó barátságot alakít ki egy Doni nevű helyi kisfiúval és annak családjával. A fiú mindenképp szeretne dolgozni, némi pénzt keresve. Így Ryan munkát ad neki néhány napon keresztül, majd a fiú majdnem meghal, amikor kalózok jönnek a faluba, hogy nőket gyűjtsenek be a hajójukra, ahol emberkereskedelem folyik. Ott megerőszakolják a nőket és drogot fogyasztanak.
Ryan ekkor erőszakos megtorlást indít, amely a sötét múltjához vezeti őt vissza. Végül mindegyikőjüket megöli, majd kiderül, hogy az egész Lee irányítása alatt zajlik. Ryan néhány évvel ezelőtt végzett Lee szüleivel bizonyos okok miatt, és azóta a férfi leakarja őt vadászni. Lee elrabolja Donit és a kishúgát, Ryan pedig egy mesterlövész segítségével a nyomukba ered. Ryan végül eljut Lee-hez és végez vele egy szamurájkarddal.

## Szereplők
| Szereplő     | Színész                   | Magyar hang      |
| ------------ | ------------------------- | ---------------- |
| Ryan Teller  | Paul O'Brien              | Zámbori Soma     |
| Doni         | Aji Santosa               |                  |
| Lee          | Verdi Solaiman            | Seszták Szabolcs |
| Jenti        | Agni Pratistha Kuswardono | Vadász Bea       |
| Adi          | Mario Irwinsyah           |                  |
| Mesterlövész | Mike Lewis                |                  |
| Asep         | Alfridus Godfred          |                  |
| Toby         | Valentine Payen-Wicaksono |                  |